# Clerihew
De clerihew is een zogenaamd light verse (gedicht) bedacht door Edmund Clerihew Bentley (1875-1956).
De volgende regels zijn van toepassing op een clerihew:
- vier regels, zonder vast aantal versvoeten per regel zoals bij een kwatrijn
- rijmschema aabb
- vrijwel geen metrum (volgens Drs. P helemaal geen metrum!)
- de eerste regel noemt een persoonsnaam
- geen voorschriften over regellengte (traditioneel zijn de regellengten ongelijk, de derde regel is vaak extra lang)
- in de vierde regel een uitdrukking, trefwoord of woordspeling die op de persoon in de eerste regel van toepassing is.
- meestal in de onvoltooid verleden tijd
- behandelt vaak een historisch gegeven

Voorbeeld in het Engels:

Our art teacher, Mr. Shaw, 

Really knows how to draw. 

But his awful paintings 

Have caused many faintings.

Voorbeeld van Drs. P:

Karel IX

Wou dat het koppen regende

Toen de Bartolomeusnacht werd afgefloten

Zei hij zelfs: Ik heb (Hu!) genoten!